# Mohamed V de Granada

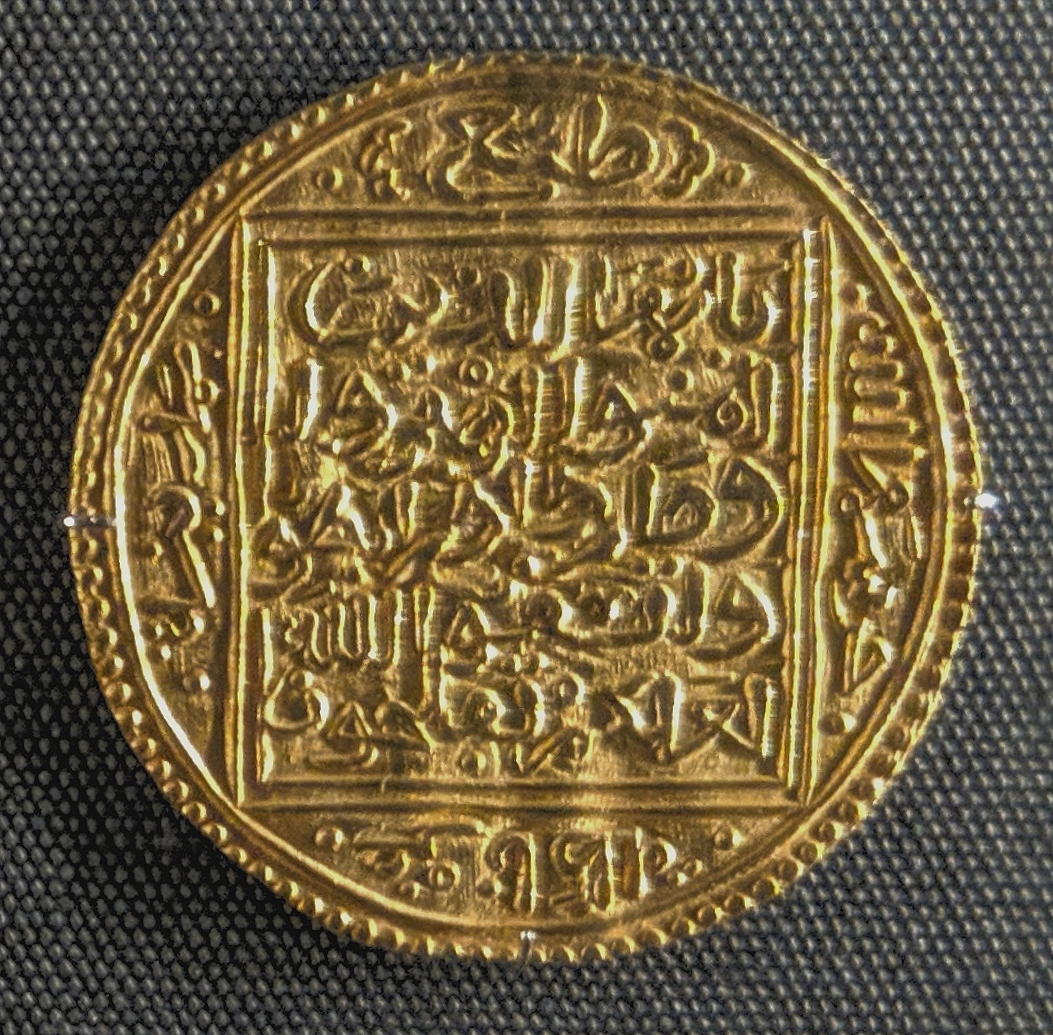
Moneda con la insignia de Mohamed V ubicada en la Colección David de Copenhague (Dinamarca).

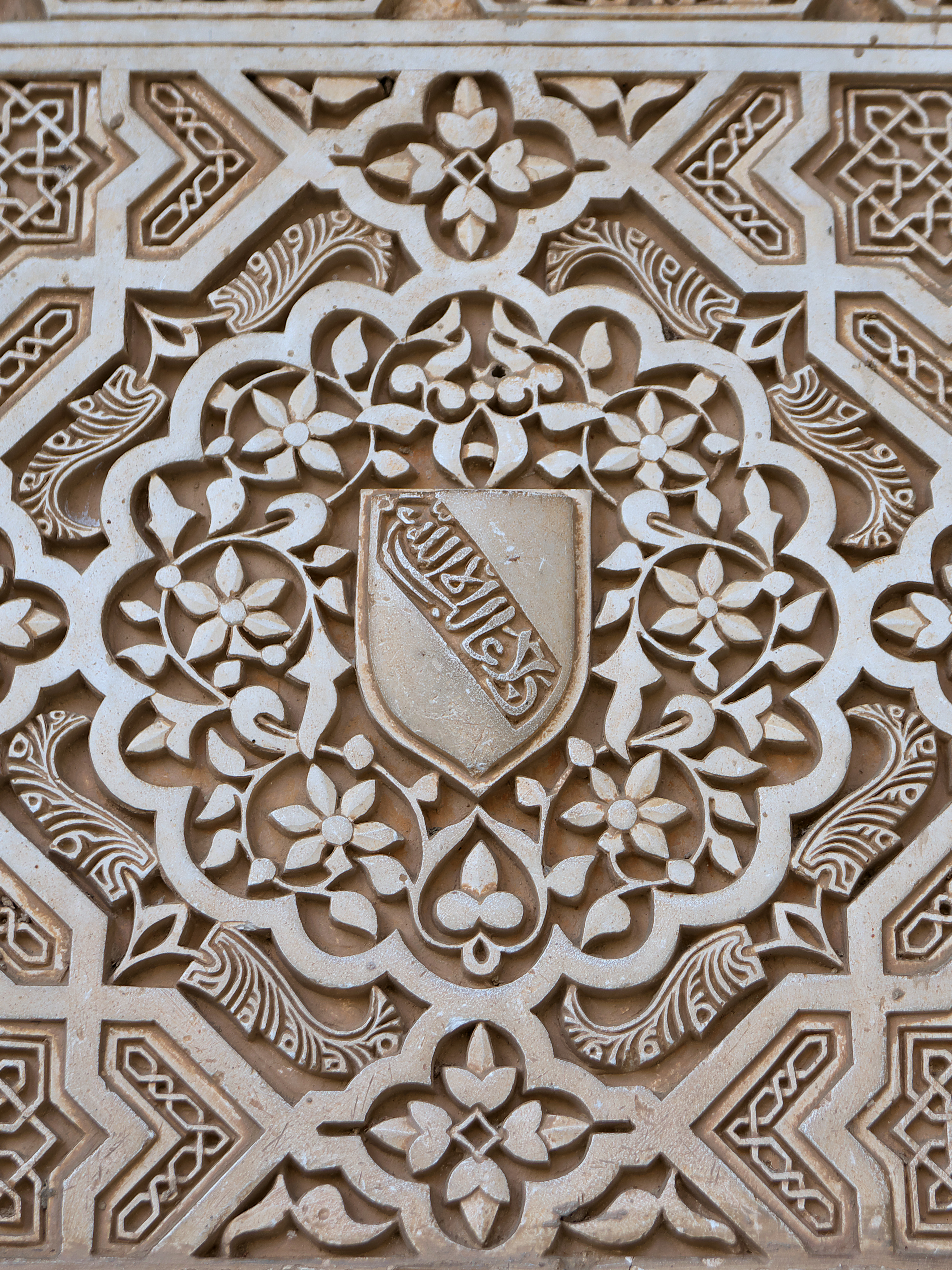
Escudo de Muhammed V en la Alhambra, una adaptación del escudo de la Orden de la Banda.

Muhammed V de Granada (Granada, 4 de enero de 1339-ibid., 16 de enero de 1391) fue el octavo soberano nazarí de Granada entre 1354 y 1359, hasta que fue derrocado por los partidarios de su hermano Ismaíl II y, tras permanecer exiliado en la capital del Sultanato benimerín en Fez, consiguió recuperar el trono en 1362, en un segundo gobierno fructífero de tres décadas hasta su fallecimiento en 1391. 
Su reinado se caracteriza por haber sido uno de los más fructíferos del Reino nazarí, en el que el Estado alcanzó su apogeo y se realizaron grandes obras en la Alhambra como el palacio y patio de los Leones. 

## Biografía
Apodado Al-Ghani (los ricos), nació la madrugada del 4 de enero de 1339 en la Alhambra, es el hijo de Yusuf I y de la esclava Butayna. Tuvo una hermana más joven, pero de sangre real, Aisha, y otros siete medio hermanos, nacidos de la sierva Maryam, entre ellos Ismaíl II. En 1354 sucedió a su padre después de su asesinato con tan solo dieciséis años; debido a que no alcanzaba la mayoría de edad, fue tutelado por el visir Ridwan, quien tomó las riendas del gobierno.

### Primer reinado (1354-59)
Su primera etapa de reinado (1354-1359) se caracterizó por ser pacífica, aunque decidió recluir a su hermano Ismaíl en uno de los palacios cercanos, debido a la amenaza que suponía el hasta hace poco heredero al trono. Muhammed firmó un tratado de paz con Pedro I de Castilla, que le obligaba a pagar parias, aunque tuvo una política más beligerante con Aragón, que mandó naves desde Mallorca a las costas nazaríes, aunque finalmente firmó la paz con Pedro IV de Aragón. Asimismo, intentó mejorar las relaciones con el Sultanato benimerín, aunque las aspiraciones finales de los magrebíes eran apoderarse de al-Ándalus. Su relación mejoró notablemente tras la entronización de Abu Salim. En 1358 su vasallaje con Castilla lo obligó a alinearse con Pedro I en la guerra de los Dos Pedros, que los enfrentaba con Aragón, por lo que facilitó naves y puertos como el de Málaga.
Una vez que la situación exterior se encontraba encauzada, se produjo un golpe de Estado que lo destronó el 23 de agosto de 1359 por una conspiración liderada por la esclava Maryam, esposa de su padre Yusuf I, y varios familiares, entre ellos su primo el futuro Muhammed VI, para colocar en el trono a su medio hermano Ismaíl II. Los conjurados escalaron las murallas de la Alhambra y redujeron a la guardia real, asesinaron al visir Ridwan y liberaron a Ismaíl, quien fue proclamado sultán. Muhammed evitó la muerte debido a que se encontraba en el Generalife con su hijo y pudo escapar más rápidamente hacia Guadix, instalándose en su Alcazaba. Pidió ayuda a Pedro I, pero este decidió romper su pacto y reconocer a Ismaíl II, por lo que pidió asilo al Sultanato benimerín, que fue concedido. El 4 de noviembre de ese año abandonó Guadix y, tras pasar por Loja, Antequera y Coín, zarpó desde Marbella hasta Ceuta y se instaló en Fez el 28 de noviembre.

### Segundo reinado (1362-1391)
En Granada, Ismaíl fue asesinado por su primo, quien le había asentado en el trono, y se coronó a su mismo como Muhammed VI. Dejó de pagar tributo a Castilla, por lo que Pedro I se volvió contra él y reconoció de nuevo a Muhammed V desde finales de 1361. Regresó a la península y estableció su gobierno en Ronda, territorio benimerín. Pronto derrotó a las tropas de su primo junto a Pedro I en el castillo de Velillos (Pinos Puente), pero sus desacuerdos con el monarca le hicieron continuar su lucha en solitario. El castellano capturó Iznájar, Fuentes de Cesna, Benamejí, El Burgo, Ardales, Cañete, Turón y Cuevas del Becerro, mientras que Muhammed obtuvo villas en la comarca de la Algarbía. Muhammed VI, observando la pérdida de territorio, abandonó la Alhambra el 13 de abril de 1362 para parlamentar con Pedro I, quien finalmente lo asesinaría, evento que Muhammed V aprovechó para llegar tres días más tarde a Granada y recuperar el trono.
Una vez recuperado el trono, Muhammed V consiguió poner en marcha una política exterior hábil, basada en mantener buenas relaciones tanto con los reinos cristianos de la península como con los benimerines. Durante la primera guerra civil castellana (1366-1369) se mantuvo fiel a Pedro I, asesinado en 1369 por su hermanastro Enrique II, organizando el ataque a diversas plazas fronterizas cristianas, entre ellas Úbeda (1368), Jaén (saqueada en 1367), Córdoba (que estuvo a punto de caer en 1368) o Algeciras a la que sometió tras un breve asedio. Tras la guerra, firmó un acuerdo de paz con Enrique II que abrió paso a un gran periodo de estabilidad.
Muhammed puso en marcha algunas medidas para eliminar la influencia que los benimerines ejercían sobre el Reino nazarí. Comenzó suprimiendo el título de jefe de los combatientes meriníes, en 1361, tras acuerdo secreto, consiguió tomar Ronda y en 1374 conquistó Gibraltar, en poder de los benimerines desde 1333 y su última posesión en la península ibérica. Asimismo, apoyó a diversos candidatos al trono meriní, que retenía en Granada el máximo tiempo posible para formar futuros aliados, por lo que alcanzó una independencia efectiva. Consiguió el antiguo sueño de la dinastía de conquistar Ceuta, que mantuvo en su poder entre 1384 y 1387 y donde acuñó moneda.

#### Obras civiles
Aunque realizó grandes construcciones defensivas, su política interior se caracterizó por la construcción de grandes obras civiles, especialmente en la Alhambra con la construcción de una de las obras maestras: el palacio y patio de los Leones; asimismo, gracias a la inscripciones conservadas, construyó en la ciudad palatina la fachada del palacio de Comares, la sala y patio del Cuarto Dorado, la ampliación del Mexuar y la fachada oriental de la puerta del Vino. En Granada construyó el Maristán nazarí (1365-67), un hospital benéfico, el Corral del Carbón, diversos aljibes y algún hammam; en Málaga realizó las atarazanas para construcciones navales. Duplicó las audiencias de su padre Yusuf I, celebrando cuatro a la semana.

### Fallecimiento
Muhammed V murió el 15 de enero de 1391 durante la oración de la tarde, a los pocos días de haber cumplido cincuenta y dos años, desconociendo las causas de su deceso. Su reinado se puede considerar el más próspero desde la instauración de la dinastía nazarí.

## Descendencia
Tuvo cinco hijos, cuatro de ellos varones, cuyo primogénito sería el futuro Yusuf II, y una hija llamada Umm al-Fath.

| Predecesor: Yusuf I     | Sultán de Granada 1354 - 1359 | Sucesor: Ismail II |
| Predecesor: Muhammed VI | Sultán de Granada 1362 - 1391 | Sucesor: Yusuf II  |